# Polhó
Polhó es una localidad del estado mexicano de Chiapas. Es parte del municipio de Chenalhó.

## Demografía
| Gráfica de evolución demográfica |
|                                  |

| Censo | Población |
| ----- | --------- |
| 1960  | 440       |
| 1970  | 623       |
| 1980  | 916       |
| 1990  | 450       |
| 2000  | 415       |
| 2010  | 810       |
| 2020  | 2 176     |